# Dan državnosti (Slovenija)
Dan državnosti je praznik, državni blagdan i neradni dan u Republici Sloveniji koji se obilježava 25. lipnja, na dan kada je 1991. godine Slovenska skupština donijela odluku o samostalnosti i suverenosti. 
Dan državnosti ne smije se miješati s Danom neovisnosti i jedinstva koji se obilježava 26. prosinca u spomen na 26. prosinca 1990., kada su objavljeni rezultati plebiscita na kojemu je 88,5 % Slovenaca glasalo za Sloveniju kao suverenu i neovisnu državu. Svake godine, uoči blagdana, na Trgu Republike održava se proslava. Istog dana Hrvatska je proglasila i neovisnost od SFR Jugoslavije.